# دراغون بول هيروز
دراغون بول هيروز (باليابانية: ドラゴンボールヒーロー، بالروماجي: Doragon bōru hirozu) أو دراغون بول سوبر هيروز (باليابانية: スーパードラゴンボール ヒーローズ، بالروماجي: Sūpā Doragon Bōru Hīrōzu) أو أبطال دراغون بول سوبر، هي لعبة فيديو من نوع العاب آركيد، صدرت أول مرة في 11 نوفمبر 2010 في اليابان.

## الأنمي

### القصة
تدور أحداث الأنمي على القتالات التي تجري في كوكب السجن مع الشخصيات الرئيسية نفسها ونظيرتها من أكوان وأبعاد أخرى، وهذا من أجل الهروب من كوكب السجن.

### قائمة الحلقات

#### الموسم 1: كوكب السجن
| رقم الحلقة | عنوان الحلقة | تاريخ العرض الأصلي |
| ---------- | --- | ------------------ |
| 1          | «غوكو ضد غوكو، رفع ستار المواجهات العظمى بكوكب السجن‏» " ‏Gokū bāsasu Gokū! Kangoku Wakusei de Chōzetsu Batoru Kaimaku! " (‏悟ご空くうvs悟ご空くう！監かん獄ごく惑わく星せいで超ちょう絶ぜつバトル開かい幕まく！) | 1 يوليو 2018       |
| 2          | «غوكو يصبح هائجا! هيجان ساياجين الشر!!‏» " ‏Bōsō shita Gokū! Aku no Saiya-jin ō abare!! " (‏暴ぼう走そうした悟ご空くう！悪あくのサイヤ人じん大おお暴あばれ！！)                                                   | 16 يوليو 2018      |
| 3          | «أقوى إشعاع! كايو كين فيجيتو الأزرق ينفجر!‏» " ‏Saikyō no kagayaki! Bejītto burū kaiōken sakuretsu! " (‏最さい強きょうの輝かがやき！ベジットブルー界かい王おう拳けん炸さく裂れつ！)                               | 6 سبتمبر 2018      |
| 4          | «الغضب! سوبر فو يظهر!‏» " ‏Gekikō! Sūpā Fyū tōjō! " (‏激げき昂こう！超スーパーフュー登とう場じょう！) | 27 سبتمبر 2018     |
| 5          | «المحارب الأقوى! سوبر ساياجين 4 فيجيتو الخارق!!‏» " ‏Saikyō no senshi! Sūpā Saiya-jin fō Bejītto!! " (‏最さい強きょうの戦せん士し！超スーパーサイヤ人じん4ベジット！！)                                           | 28 أكتوبر 2018     |
| 6          | «الغريزة المطلقة تدخل ضمن القوة! سوف أنهي ذلك!‏» " ‏Ora ga keri o tsukeru!! Hatsudō! Migatte no gokui! " (‏オラがケリをつける！！発はつ動どう！身み勝がっ手ての極ごく意い！)                                      | 22 ديسمبر 2018     |

#### الموسم 2: اضطراب الكون
| رقم الحلقة | عنوان الحلقة | تاريخ العرض الأصلي |
| ---------- | --- | ------------------ |
| 7          | «زامس يبعث!؟ الستار يرفع على صراع عالمي!‏» " ‏Zamasu ga fukkatsu!? Uchū sōran-hen kaimaku! " (‏ザマスが 復ふっ活かつ！？宇う宙ちゅう争そう乱らん編へん開かい幕まく！)                                                  | 10 يناير 2019      |
| 8          | «الوضع الأقصى، إجتياح أسوء المحاربين، تدمر الكون 6!‏» " ‏Saikyō saiaku no senshi shūrai! Kaimetsu suru dai roku uchū! " (‏最さい強きょう最さい悪あくの戦せん士し襲しゅう来らい！壊かい滅めつする第だい6宇う宙ちゅう！) | 24 فبراير 2019     |
| 9          | «عودة غوكو!! المواجهة بين الأقوياء!‏» " ‏Gokū fukkatsu!! Shōtotsu suru saikyō to saikyō!" " (‏悟ご空くう復ふっ活かつ！！衝しょう突とつする最さい強きょうと最さい強きょう！)                                            | 7 مارس 2019        |
| 10         | «الهجوم المضاد! الهجوم الشرس! غوكو وفيجيتا!‏» " ‏Hangeki! Mōkō! Gokū to Bejīta! " (‏反はん撃げき！猛もう攻こう！悟ご空くうとベジータ！)                                                                                | 13 أبريل 2019      |

## وصلات خارجية
- الموقع الرسمي
- الموقع الرسمي للأنمي